# Таен македоно-одрински кръжок (Кюстендил)
Тайният македоно-одрински кръжок е революционна организация на ученици македонски българи в Педагогическото училище в град Кюстендил, България.

## История
Организацията е основана в 1897 година и поддържа тесни връзки с Вътрешната македоно-одринска революционна организация (ВМОРО). В 1900 година членовете на кръжока се увеличават неколкократно. Членове са Георги Горанов, Тодор Цеков, Йордан Левков, Владимир Абаджиев, Петър Казанджиев, Димитър Семерджиев. Членовете на кръжока оказват активна помощ на Вътрешната организация – пренасят през границата оръжие, боеприпаси и снаряжение, превеждат чети, укриват четници, лекуват ранени, събират пари чрез театрални представления. В кръжока Горанов написва марша „Дружна песен“, изпълнен за пръв път от членовете на кръжока на 24 май 1901 година, както и мелодиите „Майка Македония“.
На 6 април 1900 година, по идея на водача на ВМОРО Гоце Делчев, М. Казанджиев, Тодор Цеков – Гладстон и Йордан Левков основават тайния девически кръжок „Свобода“.